# HC Lev Poprad
HC Lev Poprad – były klub hokejowy z siedzibą w Popradzie na Słowacji.

## Historia

### Angaż do ligi KHL

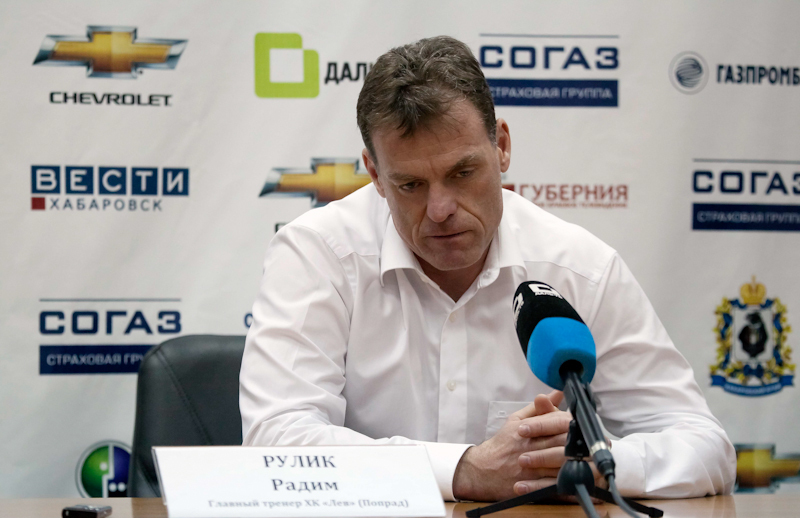
Trener drużyny Radim Rulík podczas pomeczowej konferencji prasowej (2012)

Podwaliny pod klub stworzył czeski klub HC Hradec Králové, który celem uczestnictwa w międzynarodowej Kontinientalnaja Chokkiejnaja Liga, przeniósł siedzibę na Słowację. Od 2009 HC Hradec Králové starał się o angaż do gry w rozgrywkach KHL w sezonie 2010/11. Początkowo bez rezultatu, gdyż władze czeskiej federacji hokejowej nie zezwoliły mu na udział w KHL. Jednakże klub zręcznie "obszedł" zakaz wydany przez rodzime władze i przeniósł swoją siedzibę do słowackiego miasta Poprad (oddalonego o 430 km od Hradec Králové), po czym został przyjęty do KHL. Słowacki związek hokeja na lodzie nie miał nic przeciwko temu, by zespół grał w innych rozgrywkach. Jedynie czescy kibice nie szczędzili słów krytyki. Tym samym drużyna zajęła 24. miejsce w lidze, zwolnione przez ukraiński klub HK Budiwelnyk Kijów, początkowo przyjęty do KHL, jednak następnie z niej wykluczony. Poinformowano, iż klub w tym sezonie dysponuje budżetem 350 mln koron czeskich (ok. 56 mln złotych). Tym samym drużyna miała dzielić lodowisko wraz z hokeistami miejscowej drużyny HK ŠKP Poprad, występującej w słowackich rozgrywkach Slovnaft Extraliga.
Jednak ostatecznie słowacka federacja (SZLH) nie dopuściła do występów klubu Lev w KHL, żądając aby Lev został przyjęty do Federacji Hokeja Rosyjskiego (FHR, w sytuacji, gdy żaden klub rosyjski występujący w KHL nie przynależy do niej). Poinformowano, iż przyjęcie klubu do KHL będzie możliwe od sezonu 2011/12.
W kwietniu 2011 przystąpiony do modernizacji hali Zimný štadión Poprad w Popradzie na potrzeby i wedle wymogów KHL. Przeznaczono na to 200 000 euro.
9 maja 2011 podczas odbywających się Mistrzostw Świata w Bratysławie prezes KHL Aleksandr Miedwiediew potwierdził przyjęcie Lev Poprad do KHL od sezonu 2011/2012. Wraz z przyjęciem klubu liga KHL będzie liczyć ponownie 23 zespoły - klub wypełni lukę dla szóstego zespołu w Dywizji Bobrowa KHL, która istniała w sezonie 2010/11 (liczyła 5 drużyn).
Jak przyznał menadżer generalny HC Lev Roman Sławczow, budżet klubu miał być porównywalny z tym, jakim dysponuje klub Dinamo Ryga, zaś 70% kadry mieli stanowić hokeiści czescy i słowaccy. Jednocześnie ustalono, iż klub HK Poprad będzie nadal występować w słowackiej Slovnaft Extralidze i będzie klubem farmerski dla HC Lev.

### Sezon 2011/2012

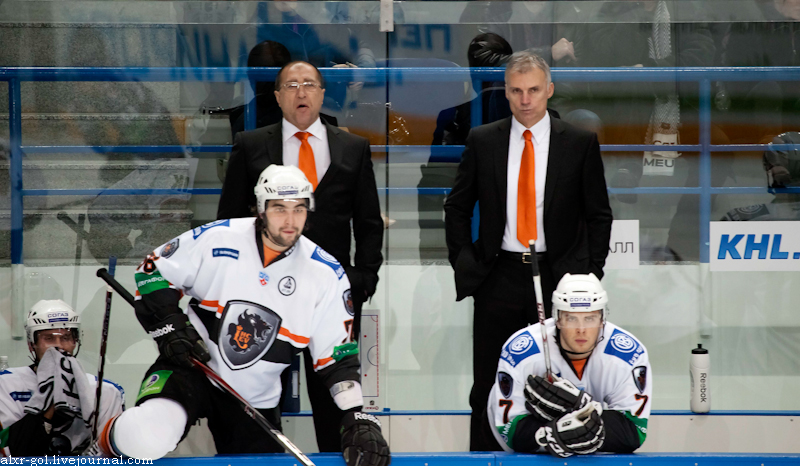
Ławka drużyny podczas meczu z Amurem w Chabarowsku. Z lewej Vladimír Mihálik, z prawej Alexander Hellström. Nad nimi szkoleniowcy

Przed rozpoczęciem sezonu KHL (2011/2012) następowało tworzenie drużyny. Pierwszym szkoleniowcem został Miloslav Hořava, a następnie Radim Rulík. Klub na zasadzie selekcji stworzył także drużynę juniorską pod nazwą Tatranskí Vlci, która występowała w rosyjskich juniorskich rozgrywkach MHL edycji 2011/2012. Swoje mecze juniorzy rozgrywają w Nowej Wsi Spiskiej.
Premierowym meczem HC Lev w lidze KHL miało być spotkanie rozegrane 10 września 2011 z drużyną Awangard Omsk, jednakże z powodu katastrofy lotniczej zespołu Łokomotiw Jarosław swój pierwszy mecz rozegrali dwa dni później z Mietałłurgiem Magnitogorsk. Swoją pierwszą wygraną odnieśli w meczu przeciwko Dinamo Ryga. Na początku roku kalendarzowego 2012, gdy realne okazało się, że Lev nie zdoła awansować do fazy play-off, z drużyny odeszli zawodnicy stanowiący o jego sile (przenieśli się do innych zespołów). Finalnie w sezonie KHL (2011/2012) klub zajął ostatnie, szóste miejsce w Dywizji Bobrowa, nie zdołał awansować do fazy play-off i został sklasyfikowany na 21. miejscu w całej lidze (na 23 drużyny).

## Następstwa
W lutym 2012 pojawiły się doniesienia o możliwym odejściu klubu z Popradu. Wpływ na to miał mieć nowy główny akcjonariusz klubu, firma ČKD Group, która deklarowała przeniesienie klubu do czeskiej Pragi (mimo że prezes firmy Jan Musil początkowo wykluczał taką możliwość).
W marcu 2012 w trakcie fazy play-off trwającego sezonu prezes ligi, Aleksandr Miedwiediew poparł ideę, aby od nowego sezonu klub HC Lev Poprad zmienił swoją siedzibę z Popradu do Pragi (przemawia za tym m.in. większa hala - O2 Arena oraz wsparcie czeskiego związku hokeja na lodzie). Jednocześnie zapewnił, że Słowacja miała mieć nadal swojego przedstawiciela w KHL, którym byłby Slovan Bratysława. Miasto Poprad zadeklarowało chęć dalszych występów HC Lev w popradzkiej siedzibie. Po zakończeniu sezonu dotychczasowy szkoleniowiec Radim Rulík został trenerem drużyny HC Koszyce.
Nowy klub przeniesiony do Pragi istniał pod nazwą HC Lev Praga, zaś 21 maja 2012 poinformowano, że wykluczony jest dalszy występ w lidze klubu z Popradu, jako że ten projekt okazał się w tym czasie nierealny.
We wrześniu 2012 sąd w Popradzie ogłosił upadłość klubu HC Lev Poprad. Zadłużenie klubu wyniosło 1,939 mln euro, zaś w czasie działalności działał opierając się na kapitale w wysokości 140 tys. euro.
W lutym 2013 roku poinformowano, że zostały spłacone długi wobec były pracowników i zawodników klubu.